# Kvalifikace na Mistrovství světa ve fotbale 1958 (CONMEBOL)
Kvalifikace na Mistrovství světa ve fotbale 1958 zóny CONMEBOL určila 3 účastníky finálového turnaje.
Devítka účastníků byla rozlosována do tří skupin po třech. Ve skupinách se utkal každý s každým dvoukolově doma a venku. Vítězové skupin postoupili na MS.

## Skupina 1
Venezuela se vzdala účasti.
| Poř. | Tým      | B | Z | V | R | P | VG | IG |
| ---- | -------- | - | - | - | - | - | -- | -- |
| 1    | Brazílie | 3 | 2 | 1 | 1 | 0 | 2  | 1  |
| 2    | Peru     | 1 | 2 | 0 | 1 | 1 | 1  | 2  |

| Datum                          | Domácí   | Výsledek | Hosté    |
| ------------------------------ | -------- | -------- | -------- |
| 13. dubna 1957, Lima           | Peru     | 1 – 1    | Brazílie |
| 21. dubna 1957, Rio de Janeiro | Brazílie | 1 – 0    | Peru     |

## Skupina 2
| Poř. | Tým       | B | Z | V | R | P | VG | IG |
| ---- | --------- | - | - | - | - | - | -- | -- |
| 1    | Argentina | 6 | 4 | 3 | 0 | 1 | 10 | 2  |
| 2    | Bolívie   | 4 | 4 | 2 | 0 | 2 | 6  | 6  |
| 3    | Chile     | 2 | 4 | 1 | 0 | 3 | 2  | 10 |

| Datum                             | Domácí    | Výsledek | Hosté     |
| --------------------------------- | --------- | -------- | --------- |
| 23. září 1957, Santiago de Chile  | Chile     | 2 – 1    | Bolívie   |
| 29. září 1957, La Paz             | Bolívie   | 3 – 0    | Chile     |
| 6. října 1957, La Paz             | Bolívie   | 2 – 0    | Argentina |
| 13. října 1957, Santiago de Chile | Chile     | 0 – 2    | Argentina |
| 20. října 1957, Buenos Aires      | Argentina | 4 – 0    | Chile     |
| 27. října 1957, Buenos Aires      | Argentina | 4 – 0    | Bolívie   |

## Skupina 3
| Poř. | Tým      | B | Z | V | R | P | VG | IG |
| ---- | -------- | - | - | - | - | - | -- | -- |
| 1    | Paraguay | 6 | 4 | 3 | 0 | 1 | 11 | 4  |
| 2    | Uruguay  | 5 | 4 | 2 | 1 | 1 | 4  | 6  |
| 3    | Kolumbie | 1 | 4 | 0 | 1 | 3 | 3  | 8  |

| Datum                         | Domácí   | Výsledek | Hosté    |
| ----------------------------- | -------- | -------- | -------- |
| 16. června 1957, Bogotá       | Kolumbie | 1 – 1    | Uruguay  |
| 20. června 1957, Bogotá       | Kolumbie | 2 – 3    | Paraguay |
| 30. června 1957, Montevideo   | Uruguay  | 1 – 0    | Kolumbie |
| 7. července 1957, Asunción    | Paraguay | 3 – 0    | Kolumbie |
| 14. července 1957, Asunción   | Paraguay | 5 – 0    | Uruguay  |
| 28. července 1957, Montevideo | Uruguay  | 2 – 0    | Paraguay |